# Cathy Rigby
Pour les articles homonymes, voir Rigby.
Cathleen R. Rigby dite Cathy Rigby, née le 12 décembre 1952 à Los Alamitos, est une gymnaste artistique et actrice américaine.

## Biographie
Elle est la première Américaine à remporter une médaille aux Championnats du monde de gymnastique artistique, avec une deuxième place à la poutre en 1970 à Ljubljana. Elle entre à l'International Gymnastics Hall of Fame en 1998.
En 1974, les producteurs d'une version théâtrale de Peter Pan offrent à Rigby le rôle-titre. Rigby a déclaré qu'elle avait "peur de mourir" pendant les répétitions ; à seulement 20 ans et à peine un an après sa «retraite», elle ne savait pas ce qu'elle ferait du reste de sa vie lorsque le rôle lui a été proposé. À sa grande surprise, elle a découvert qu'elle aimait jouer à Peter Pan.
Au milieu des années 1970, Rigby a brisé un vieux tabou en apparaissant dans une série de publicités télévisées pour les serviettes hygiéniques Stayfree créés par le rédacteur publicitaire Young & Rubicam Peter Cornish, devenant ainsi la première célébrité à approuver un produit d'hygiène féminine. Elle a ensuite travaillé pendant 18 ans en tant que commentatrice pour ABC Sports et est apparue dans des téléfilms. En 1976, elle a joué le rôle de gymnaste russe dans la série télévisée L'Homme qui valait trois milliards.
En 1981, elle a joué le rôle de Dorothy dans une production de The Wizard of Oz. D'autres apparitions théâtrales dont Annie Get Your Gun et Meet Me In St. Louis.
En 1990, Rigby apparaît de nouveau dans le rôle de Peter Pan à Broadway et prend plus tard la production en tournée. Elle a reçu d'excellentes critiques pour sa performance et a été nommée pour un Tony Award. Elle a joué le rôle à nouveau en 1998–1999. En 2002-2003, elle a joué le rôle principal dans la production itinérante de la comédie musicale Seussical, et en 2004-2005, repart en tournée pour Peter Pan. Elle reprendra une nouvelle fois ce rôle en 2008 au Benedum Center à Pittsburgh et en 2009 au Mansion Theatre à Branson, Missouri.
En août 2011, Rigby a commencé une autre tournée de Peter Pan à l'âge de 60 ans, se poursuivant jusqu'en 2013. En 2012, elle est apparue dans le film Graine de championne, en tant que coach de gymnastique de McKenna. Rigby a confirmé qu'elle quittait définitivement le rôle de Peter Pan lorsque sa tournée s'est terminée le 28 avril 2013. Elle a dit: «Non, nous ne disons pas au revoir, parce que dire au revoir signifie oublier, et je n'oublie pas, je vais juste trouver une autre aventure."
Fin août 2015, Rigby a repris son rôle dans une production limitée de 15 jours à la Pacific National Exhibition à Vancouver,.